# Klein-prisen
Klein-prisen (egentlig Ørelæge Valdemar Klein og Læge Fru Johanne Kleins Legat) er den danske lægestands højeste udmærkelse.[kilde mangler] Den uddeles af Det Medicinske Selskab i København og Dansk Selskab for Otolaryngologi - Hoved & Halskirurgi, som udpeger bestyrelsen. Prisen og legatet er stiftet 1. juli 1948 efter testamente af lægen og kunstsamleren Valdemar Klein. Prisen, der også består af et pengebeløb (for tiden 100.000 kr.), uddeles årligt til en videnskabelig uddannet og anset speciallæge, hvert andet år til en ørelæge, og hvert femte år skal prisen tildeles en fremragende kunsthistoriker. Prisen uddeles i august eller september måned.

## Prismodtagere
Ø - ørelæge

KMS - medlem af Det Medicinske Selskab i København

KH - kunsthistoriker

- 1949: S.H. Mygind, overlæge, dr.med. (Ø)
- 1950: Knud Krabbe, overlæge, dr.med. (KMS)
- 1951: Robert Lund, professor, dr.med. (Ø)
- 1952: Poul Iversen, overlæge, dr.med. (KMS)
- 1953: Christian Elling, professor, dr.phil. (KH)
- 1954: G.V.Th. Borries, overlæge, dr.med. (Ø)
- 1955: H.C. Hagedorn, læge, dr.med. h.c. (KMS)
- 1956: Børge Larsen, overlæge, dr.med. (Ø)
- 1957: Hjalmar Helweg, professor, dr.med. (KMS)
- 1958: Haavard Rostrup, direktør, mag.art. (KH)
- 1959: Otto Metz, overlæge, dr.med. (Ø)
- 1960: Gunnar Teilum, professor, dr.med. (KMS)
- 1961: Niels Rh. Blegvad, overlæge (Ø)
- 1962: Mogens Fog, rektor, dr.med. (KMS)
- 1963: Jørgen Sthyr, kunsthistoriker, direktør (KH)
- 1964: Hans C. Andersen, professor, dr.med. (Ø)
- 1965: Jens Bing, direktør, dr.med. (KMS)
- 1966: Jørgen Falbe-Hansen, overlæge, dr.med. (Ø)
- 1967: Paul Thygesen, professor, dr.med. (KMS)
- 1968: Else Kai Sass, professor, dr.phil. (KH)
- 1969: Harald K. Kristensen, professor, dr.med. (Ø)
- 1970: Teit Kærn, overlæge (KMS)
- 1971: Niels Riskær, professor, dr.med. (Ø)
- 1972: Niels Tygstrup, professor, dr.med. (KMS)
- 1973: Erik Fischer, overinspektør, mag.art. (KH)
- 1974: Harald Ewertsen, speciallæge, dr.med. (Ø)
- 1975: Henrik Hoffmeyer, overlæge (KMS)
- 1976: Otto Jepsen, professor, dr.med. (Ø)
- 1977: Knud Brøchner-Mortensen, professor, dr.med. (KMS)
- 1978: Svend Eriksen, lektor, mag.art. (KH)
- 1979: Henning Sørensen, professor, dr.med. (Ø)
- 1980: Povl Riis, overlæge, dr.med. (KMS)
- 1981: Knud A. Thomsen, overlæge, dr.med. (Ø)
- 1982: P.A. Gammelgaard, professor, dr.med. (KMS)
- 1983: Hakon Lund, overbibliotekar, mag.art. (KH)
- 1984: Mirko Tos, professor, dr.med. (Ø)
- 1985: Tage Hilden, overlæge, dr.med. (KMS)
- 1986: Ole Elbrønd, professor, dr.med. (Ø)
- 1987: Margareta Mikkelsen, professor, dr.med. (KMS)
- 1988: Poul Vad, mag.art. (KH)
- 1989: Erik Peitersen, overlæge, dr.med. (Ø)
- 1990: Niels A. Lassen, professor, dr.med. (KMS)
- 1991: Poul Bretlau, professor, dr.med. (Ø)
- 1992: Henrik R. Wulff, professor, dr.med. (KMS)
- 1993: Øystein Hjort, professor, dr.phil. (KH)
- 1994: Ole Greisen, overlæge, dr.med. (Ø)
- 1995: Ove B. Schaffalitzky de Muckadell, professor, dr.med. (KMS)
- 1996: Gerhard Salomon, overlæge, dr.med. (Ø)
- 1997: Jens H. Henriksen, professor, dr.med. (KMS)
- 1998: Bente Scavenius, mag.art. (KH)
- 1999: Christian Brahe Pedersen, professor, dr.med. (Ø)
- 2000: Elisabeth Ralfkiær, professor, dr.med. (KMS)
- 2001: Jens Christian Thomsen, overlæge, dr.med. (Ø)
- 2002: Jes Olesen, professor, dr.med. (KMS)
- 2003: Lulu Salto Stephensen, dr.phil. (KH)
- 2004: Per Bonding, overlæge, dr.med. (Ø)
- 2005: Torben Jørgensen, professor, dr.med. (KMS)
- 2006: Karsten Ejsing Jørgensen, professor, dr.med. (Ø)
- 2007: Gudrun Boysen, professor, dr.med. (KMS)
- 2008: Carsten Thau, professor, cand.phil. (KH)
- 2009: Ulrik Pedersen, overlæge, dr.med. (Ø)
- 2010: Liselotte Højgaard, professor, dr.med. (KMS)
- 2011: Mads Sølvsten Sørensen, overlæge, dr.med. (Ø)
- 2012: Henrik Kehlet, professor, dr.med. (KMS)
- 2013: Hanne Abildgaard, vicedirektør, mag.art. (KH)
- 2014: Christian von Buchwald (Ø)
- 2015: Lars Vedel Kessing (KMS)
- 2016: Christian Godballe (Ø)
- 2017: Gorm Greisen (KMS)
- 2018: Lennart Gottlieb (KH)